# Курс молодого бійця

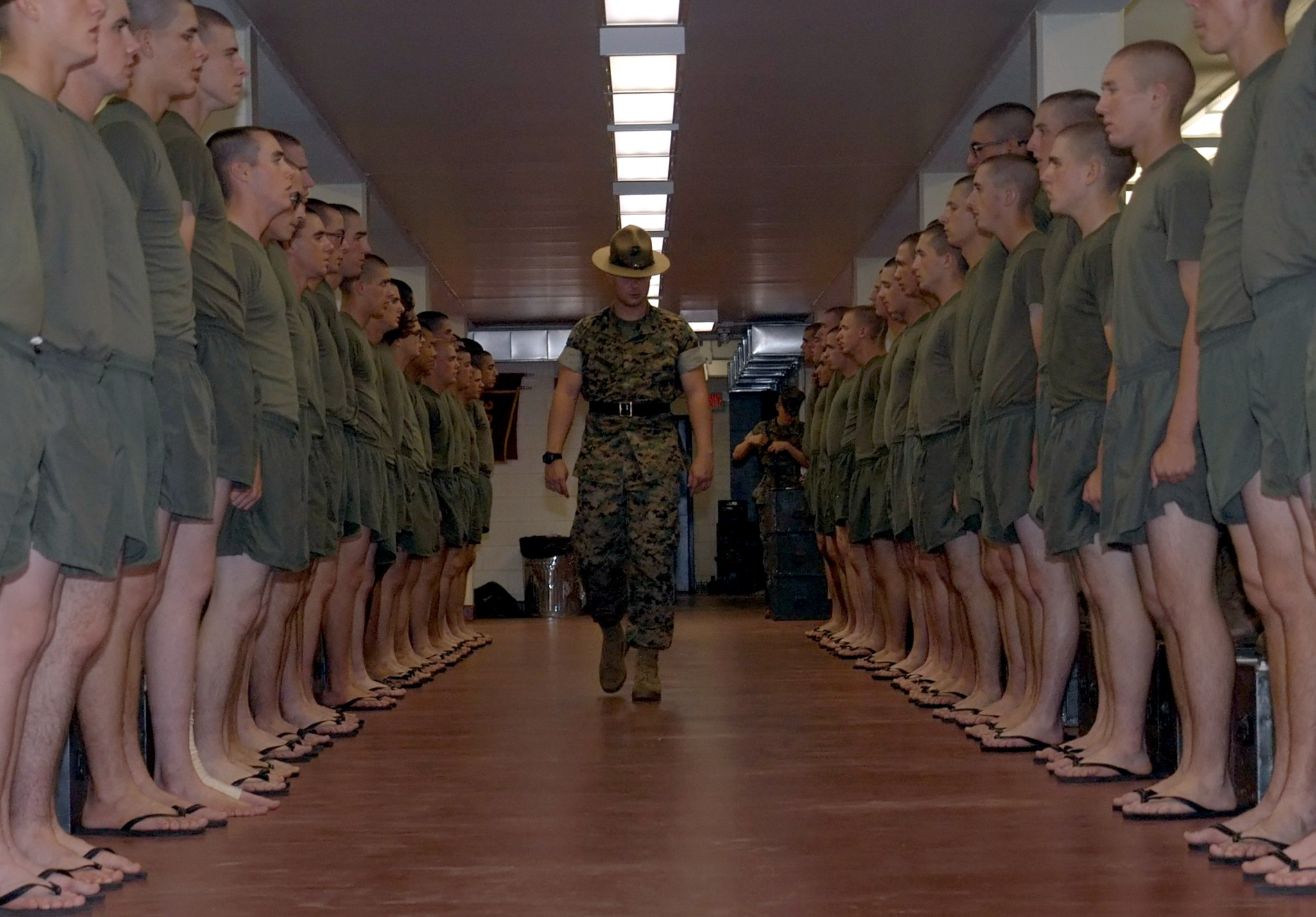
Новобранці в казармі Корпусу морської піхоти США

Курс молодого бійця, КМБ — початковий період проходження служби в навчальних закладах Міноборони СРСР, Міноборони України, ДСНС України, МВС України, та в інших державних структурах різних країн світу. Що передбачає відповідний вишкіл згідно затвердженої програми підготовки у Навчальному Центрі на військово-облікові спеціальності (ВОС).
Загальна мета — забезпечити входження новоприбулого в курс виконання необхідних йому завдань, відповідно до прийнятого розпорядку дня. Може включати й проходження ритуалу прийому, найчастіше неформальної властивості. Основна проблема — це поєднання входження людини до колективу зі становленням його статусу в ієрархії та засвоєння вимог з обов'язками на новому місці.
КМБ став почасти загальним терміном, який передбачає початкові труднощі та їх подолання у новій справі, на новому місці роботи, навчання, оволодіння новою спеціальністю або посадою, в тому числі й примушування прийняти правила тих чи інших форм соціальної дискримінації.
КМБ в американській армії середини минулого століття яскраво показаний в першій половині фільму «Суцільнометалева оболонка».

## Загальна характеристика вишколу
Курс молодого бійця для всіх призовників й курсантів (абітурієнтів), які вступають на службу або до військових вишів і не мають досвіду дійсної військової служби, існує практично в усіх арміях держав світу та багатьох силових структурах й спецслужбах. Залежно від країни та роду військ, у більшості випадків передбачено вишкіл близько одного місяця. Як правило, включає в себе:
- складення присяги,
- вивчення статуту й
- загальну фізичну підготовку,
- оглядовий курс техніки безпеки,
- основи тактичної медицини,
- стрільби з вогнепальної зброї,
- професійний курс на військово-облікову спеціальність (до прикладу — водій-механік, радист, навідник, оператор РЛС і т. д.).

Може проводитися як безпосередньо на території військового навчального закладу, так і на спеціалізованих навчальних базах (Навчальних центрах).
В Україні впроваджують двомісячний КМБ.

## Строкова служба

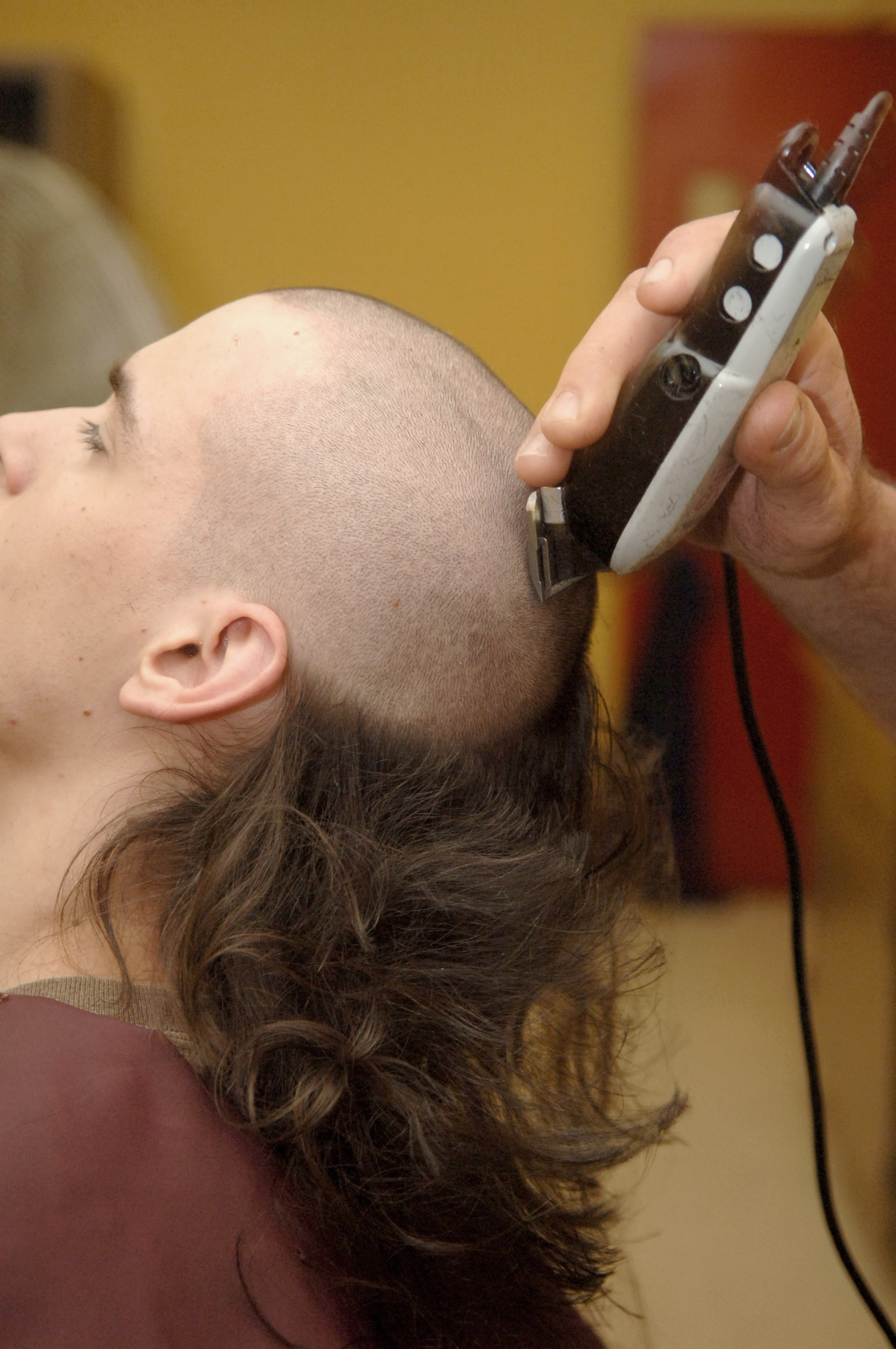
Довге волосся американського рекрута зголюється перед початком вишколу.

Для новоприбулого в військові частини молодого поповнення з числа військовослужбовців за призовом аналогом КМБ є створювані в лінійних частинах на короткий період роти молодого поповнення, на армійському жаргоні також іменовані «карантин» або просто «духанка», де молоді бійці проходять підготовку до прийняття присяги, розподілу в штатний підрозділ і присвоєння первинного ВОСу (у військовому квитку замінюється формулюванням «занесений в списки частини»). Керівництво процесом первинної військової соціалізації молодого поповнення доручають відповідальним військовослужбовцям з числа сержантсько-старшинського складу, а також кадровим офіцерам (у ЗСУ із розрахунку 1 офіцер та 1 старшина на 30 солдат чи матросів).
Після строкової служби з КМБ в СРСР військовослужбовці мали право вступити на службу надстроковиків (рос. сверхсрочник), а в Україні — на службу за контрактом.